# Jim Bunning

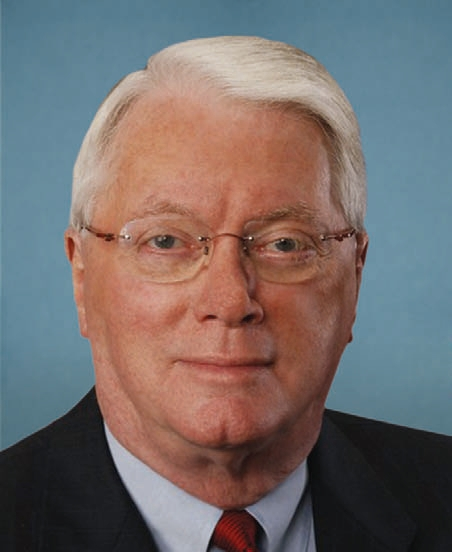
Jim Bunning

James Paul David „Jim“ Bunning (* 23. Oktober 1931 in Southgate, Campbell County, Kentucky; † 26. Mai 2017 ebenda) war ein US-amerikanischer Baseballspieler in der Major League Baseball (MLB), der später eine Laufbahn als Politiker einschlug und von 1999 bis 2011 für die Republikanische Partei dem US-Senat angehörte.

## Sport-Karriere
In der MLB trat Bunning 1955 erstmals als Pitcher in den Reihen der Detroit Tigers auf. 1964 wechselte er zu den Philadelphia Phillies, für die er bis 1967 antrat, anschließend spielte er 1968 und 1969 für die Pittsburgh Pirates. Innerhalb der Saison 1969 bestritt er auch für die Los Angeles Dodgers neun Spiele. 1970 kehrte Bunning zu den Phillies zurück, wo er seine sportliche Karriere 1971 beschloss. Er erreichte in seiner Laufbahn eine Bilanz von 224 Siegen bei 184 Niederlagen, die Earned Run Average über die Karriere beträgt 3.27 bei insgesamt 2.855 Strikeouts.
Bunnings Spielstärke lässt sich auch daran ablesen, dass er in den Jahren 1957, 1959, von 1961 bis 1964 sowie 1966 in das „All Star Team“ gewählt wurde. 1996 wurde er in die Baseball Hall of Fame gewählt. Eine weitere bemerkenswerte Leistung von Bunning im Baseball war das Werfen eines Perfect Games am 21. Juni 1964 in New York City gegen die New York Mets. Bis 2009 wurde dies in der Geschichte der MLB erst achtzehn Mal erreicht.

## Politische Karriere
Seine politische Karriere begann 1977 mit der Wahl in den Stadtrat von Fort Thomas, Kentucky, wo er zwei Jahre lang sein Amt ausübte. Danach kandidierte er sogleich für den Senat von Kentucky, wurde gewählt und zeigte 1983 deutliche Ambitionen, Gouverneur Kentuckys zu werden. Als Kandidat der Republikaner unterlag er jedoch der Demokratin Martha Layne Collins. 1986 war er bei den Wahlen zum Kongress erfolgreich. Er verblieb von 1987 bis 1999 im Repräsentantenhaus, ehe er in den Senat gewählt wurde.

### Verbale Entgleisungen
2004 traf Bunning bei den Neuwahlen auf einen demokratischen Herausforderer, Daniel Mongiardo, der als Arzt und Staatsenator von Kentucky durchaus Chancen hatte, woraufhin Bunning sich deutlich in Wort- und Tonfall vergriff.
Die konfliktreiche Kontroverse geriet außer Kontrolle, als Bunning seinen italienischstämmigen Widersacher dergestalt beschrieb, dass „er einen an Saddam Husseins Söhne erinnere“ („like one of Saddam Hussein’s sons.“). Angesichts der großen Empörung in der Öffentlichkeit rang er sich eine Entschuldigung ab. Sein weiteres Verhalten, wie z. B. seine Anschuldigungen gegen Mongiardo, dass dieser Bunnings Ehefrau physisch angegriffen habe und diese dabei „grüne und blaue Flecken“ davongetragen habe, und die offensichtliche Verwendung eines Teleprompters in einer Fernsehdebatte brachte diverse Medienwissenschaftler zu dem Schluss, Bunnings mentale und emotionale Eignung für sein Amt anzuzweifeln.

### Wahlkampffinanzierung und Wiederwahl
Bunning standen rund 4 Millionen US-Dollar für seine Kampagne zur Verfügung, während Mongiardo lediglich 600.000 US-Dollar aufzuweisen hatte. Verspätet begriff die Demokratische Partei, dass man angesichts Bunnings bizarren Verhaltens eine echte Wahlchance hatte, und stockte Mongiardos Budget mit 800.000 US-Dollar auf, die mehrheitlich in Werbespots investiert wurden.
Nach einer Serie von unzulässigen Wahlkampfspenden, hässlichen homophoben Attacken gegen Mongiardo, sowie dem großen Stimmenvorsprung George W. Bushs bei den Präsidentschaftswahlen, gewann Bunning knapp die Wahl am 2. November 2004, was zuvor keiner der Wahlkampfanalysten für möglich gehalten hatte.
Im Juli 2009 erklärte Bunning erklärt, im Jahr 2010 nicht erneut zur Wiederwahl anzutreten. Zu seinem Nachfolger wurde mit Rand Paul erneut ein Republikaner gewählt.

## Tod
Am 26. Mai 2017 starb Bunning in seiner Heimat- und Geburtsstadt Southgate im Alter von 85 Jahren an den Folgen eines Schlaganfalls, den er im Oktober 2016 erlitten hatte.